# Pyrgulopsis micrococcus
The Oasis Valley springsnail, danh pháp khoa học Pyrgulopsis micrococcus, là một loài [of minute ốc nước ngọt, động vật thân mềm chân bụng có mài sống trong môi trường nước ngọt trong họ Hydrobiidae.
Đây là loài đặc hữu của Hoa Kỳ. Môi trường sống tự nhiên của nó là các con sông. Nó bị đe dọa do mất nơi sống.